# Новоалтайская лошадь
Новоалтайская, или Чарышская — российская мясная порода лошадей, разводится в горных районах Алтая, пригодна для получения молока, верховой езды и легкой пашни. Так же распространена в Казахстане, но пока считается редкой породой, в 2014 году насчитывалось 2499 лошадей новоалтайской породы.

## История
С 50-х годов XX века советские зоотехники начали метизацию алтайской лошади с целью улучшения качеств породы в мясном и молочном направлениях. Скрещивание проводилось с тяжеловозами литовской, русской, советской и владимирской пород. Планомерная селекционная работа с 1979 по 1998 год привели к созданию новой породы - новоалтайской. К 1998 году насчитывалось 124 жеребца-производителя и 3020 кобыл. Новоалтайская порода была утверждена Государственной комиссией 29 марта 2000 года.

## О породе
Экстерьер новоалтайской лошади отличается массивным мускулистым телом, с длинным корпусом, широкой грудью и спиной, крепкими ногами, средней длины шеей и несколько грубоватой крупной головой. Средняя масса взрослых жеребцов составляет 624 кг, кобыл - 571 кг, вес отдельных особей превышает 700 кг. Высота в холке у жеребцов 156,4 см, длина туловища 166,8 см, обхват груди 200,3 см, обхват пясти 22,8 см.. Новоалтайские лошади встречаются разных мастей, но чаще всего гнедой или бурой.
На сегодняшний день новоалтайская лошадь является одной из лучших мясных пород в России. От одной конематки ежегодно получают больше 200 кг мяса, притом за счёт табунно-тебеневочным условиям содержания себестоимость конины в 2-3 раза ниже, чем крупнорогатого скота.